# Amas de casa desesperadas (Colombia y Ecuador)
Amas de casa desesperadas es una serie de televisión colombo-ecuatoriana de comedia y drama producida por Pol-ka Producciones y Vista Producciones realizada por Disney Media Distribution para RCN Televisión y Teleamazonas. Es la versión basada de la exitosa serie estadounidense Desperate Housewives La adaptación del guion pertenece Ana María Parra y la dirección está a cargo de Víctor Mallarino.   
Su primera temporada esta protagonizada Ruddy Rodríguez, Geraldine Zivic, Ana Maria Orosco, Marisol Romero, Sofia Vergara y Lorena Meritano. mientras que su segunda temporada se unen Carolina Gomez, Flora Martínez entre otros.    
Se estrenó su primera temporada el 21 de mayo de 2007 en Teleamazonas y el 1 de octubre de 2007 en RCN Televisión. y concluyó su segunda temporada el 22 de diciembre de 2011. fue grabada en Buenos Aires (Argentina).

## Sinopsis
La serie se desarrolla en la ficticia calle Manzanares, perteneciente a una zona residencial de migrantes principalmente en un tranquilo barrio de Buenos Aires. Trata sobre la vida de seis amas de casa y sus días domésticos cotidianos, a la vez que se revelan varios misterios acerca de sus maridos, amigos y vecinos. El tono y estilo de la serie combina elementos de drama, comedia, misterio, culebrón y sátira.

## Elenco
- Ruddy Rodríguez como Eugenia de Koppel (1ª temporada).
- Ana María Orozco como Susana Martínez.
- Geraldine Zivic como Lina Yepes de Aguilar (1ª temporada).
- Marisol Romero como Gabriela Solís.
- Sofía Vergara como Alicia de Oviedo.
- Lorena Meritano como Verónica Villa.
- Carolina Gómez como Eugenia de Koppel (2ª temporada).
- Flora Martínez como Lina Yepes de Aguilar (2ª temporada).
- Diego Trujillo como Armando Koppel (Quien muere en la 1ª temporada).
- Diego Ramos como Miguel Delfino.
- Víctor Mallarino como Pablo Oviedo.
- Valeria Santa como Daniela Koppel.
- Cristian Quezab como Andrés Koppel.
- Valentina Acosta como Lucía Quiñónez.
- Juan Manuel Gallego como Julián Oviedo.
- Helena Mallarino como Felicidad Ruiz.
- María Angélica Mallarino como Marta Ruiz.
- Diana Guerrero Vélez como Domenica Kopppel.
- Julián Arango como Tomás Aguilar.
- Rodrigo Guirao Díaz como Juan el jardinero.
- Juan Carlos Salazar como Carlos Solís.
- Estefany Escobar como Alejandra Perreta.
- Mario Moscoso como Leonardo Herrera.
- María Cecilia Botero como Irene Peláez (1ª temporada).
- Tatiana Rentería como Luisa Quiñónez.
- Jairo Camargo como Cristóbal Quiñónez.
- Nacho Galano como Diego Parreta.
- Roberto Antier como Jorge Carrillo.
- Laura Miller como Anabel Fraga.
- Adrián Suar
- Alex Gil como John Jairo.
- Ana María Sánchez como Betty Blanco.
- Luly Bossa como Irene Peláez (2ª temporada).
- Alejandro López como Tomás Aguilar (2ª Temporada).
- Sebastián Mogollón como John Fredy.

### Las Amas de Casa Desesperadas: Una a Una
- Susana Martínez (Ana María Orozco). La despistada, impulsiva e ingenua; es la más sentimental de las seis, muy propensa a los accidentes. Se mudó a Buenos Aires desde su natal Bogotá tras contraer matrimonio con un argentino. Ilustra cuentos infantiles y por ello cree en el "felices por siempre".

- Lina Yepes (Geraldine Zivic - I temporada / Flora Martínez - II temporada). Mujer competitiva, con sentido de la justicia, irónica pero no ácida, sensible al dolor ajeno. Antes de establecerse en Argentina con su esposo fue una exitosa ejecutiva en Colombia. Al ser madre de 4 hijos, su historia es la que más gira en torno a la familia.

- Eugenia de Koppel (Ruddy Rodríguez - I temporada / Carolina Gómez - II temporada). La perfecta ama de casa, conservadora y profundamente católica, no se permite un solo error y está obsesionada con la limpieza, el orden y los buenos modales. Eugenia se mudó a Buenos Aires desde Caracas para estudiar en la universidad, sin saber que allí se establecería de por vida e incluso conocería a su marido. Aunque no se da cuenta, tiende a controlar las opiniones de los demás y se cuida mucho del "qué dirán" y las apariencias.

- Gabriela Solís (Marisol Romero). Mujer materialista, superficial, provocativa, muy sensual y amante de la buena vida; lo que Gabriela quiere es lo que Gabriela obtiene. Tras ser pobre y violada en su infancia, huyó desde Ecuador para probar suerte en Argentina, en donde triunfó como modelo antes de casarse con un exitoso hombre de negocios. Parecería que Gabriela sólo quiere dinero y sexo, pero el amor resalta la nobleza escondida que tiene.

- Verónica Villa (Lorena Meritano). Brutalmente sexy, provocativa, egoísta, ácida e irónica. Verónica es la "devorahombres" de la calle Manzanares, que peca de cotilla y tiene el don de la oportunidad. Es vendedora de casas y su vida sentimental es agitada y cambiante. Una mujer con una necesidad compulsiva de seducir, Verónica es una de las vecinas nacidas en Argentina.

- Alicia de Oviedo (Sofía Vergara). Es la narradora y era la mejor amiga de las otras cinco protagonistas antes de su suicidio (en el capítulo 1), mujer muy sabia y sensible de origen colombiano.

## Historia
Alicia de Oviedo, parecía tener la vida perfecta: un esposo amoroso, un hijo muy bien portado, una casa de ensueño y cuatro amigas inseparables. Hace 10 años llegó, con su esposo Pablo y su hijo Julián, a un barrio residencial en Buenos Aires, habitado principalmente por migrantes de acomodados recursos. Ahora ella está muerta. Y es su propia voz la que narra el por qué fue tan sorprendente para todos que ella se hubiera suicidado con un tiro en la cabeza. Desde su punto de vista, Alicia verá mucho más estando muerta que viva, y compartirá con los televidentes todos aquellos secretos que esconden las hermosas y aparentemente perfectas casas de la Calle Manzanares. Es dentro de esta turbulenta historia, y teniendo como escenario a este aparentemente tranquilo barrio de migrantes de Buenos Aires, que transcurre este divertido drama con tintes de humor negro.
A través de la voz de Alicia iremos conociendo la vida de sus cuatro vecinas y amigas: Susana Martínez, Lina Yepes, Gabriela Solis y Eugenia de Koppel; quienes intentarán develar el gran secreto que llevó a Alicia a tomar semejante decisión, mientras tratan de lidiar con sus rutinas de amas de casa, sin que la desesperación logre vencerlas.

### Primera temporada (2007-2008)
El estreno de la serie se dio primero en Ecuador, el 21 de mayo de 2007, y en Colombia el 1 de octubre del mismo año. Esta temporada nos introduce a la vida de los cuatro personajes centrales de la serie: Susana, Lina, Eugenia y Gabriela; además de las de sus familias y vecinos de la Calle Manzanares.
El principal misterio de la temporada es el inesperado suicidio de Alicia de Oviedo, y la relación que su marido y su hijo adolescente tienen con este acontecimiento. Mientras tanto Eugenia trata de salvar su matrimonio, Lina lucha por encontrar tiempo y energía para hacer frente a sus hijos, Susana pelea con Verónica por el afecto de su nuevo vecino Miguel Delfino, y Gabriela intenta evitar que su marido Carlos descubra su romance con su atractivo jardinero menor de edad.
Esta primera temporada termina cuando Julián Oviedo estando en la casa de Susana espera a Miguel Delfino, para matarlo con un arma ya que este cree que Miguel mató a su padre, Pablo Oviedo.

### Segunda temporada (2011)
El 3 de marzo de 2008 comenzaron las grabaciones de la segunda temporada de esta serie, coproducida por RCN de Colombia y Teleamazonas de Ecuador, cuya transmisión esta prevista además para Panamá, Venezuela y Perú.
El día 22 de julio de 2011, RCN Television lanzó en el horario Prime time un bumper promocional en el que anunciaba la segunda temporada de la serie, después de aproximadamente 3 años de la transmisión de la primera. En él aparecen las amas de casa vestidas de negro caminando por las calles del barrio Manzanares. Las actrices Flora Martínez y Carolina Gomez remplazaron en esta nueva temporada a Geraldine Zivic y Ruddy Rodríguez respectivamente en los roles de Lina Yepes y Eugenia Koppel.
La segunda temporada fue estrenada el lunes 8 de agosto de 2011 en la franja prime time del canal RCN, aunque la emisión fue interrumpida entre el 20 de septiembre y el 22 de diciembre de 2011 sin aviso alguno debido a la integración de la serie Tres Milagros a la programación del canal. El rodaje ya ha concluido y la historia transcurre según la línea de sucesos de la serie original.

## Producción y Localización
La serie, producida por Disney Media Networks Latin America, es realizada por la argentina Pol-ka para Vista Producciones, que a su vez es la encargada de presentar el trabajo final a los dos canales inversores: RCN y Teleamazonas.
La serie es filmada en un barrio creado exclusivamente para la versión argentina de la serie homónima en Buenos Aires; y por ello se decidió usar el mismo plató para la producción andina.

## Final en Colombia
Después de estar en el horario de las 11:15 de la noche, RCN Televisión realizó un cambio en su programación debido al estreno de Tres Milagros de modo que la serie dejó de emitirse desde el 20 de septiembre de 2011 hasta el 22 de diciembre del mismo año sin previo aviso. La noche del 5 de enero de 2012, un bumper promocional anunció el final de la serie programado para el 6 de enero y una tercera temporada aún no ha sido confirmada por el canal. El índice de audiencia de la serie en el horario Late fue de 5,4, lo cual es bueno para ese horario teniendo en cuenta que además fue suspendida por 3 meses.